# Premio Rino Gaetano
Il premio Rino Gaetano nasce nel 1982 in onore del cantautore Rino Gaetano, da un'idea di Pino Scarpettini, nel contesto del "Maxiconcerto - Premio Rosa del Tirreno", tenutosi al Palasport di San Siro a Milano.
Nell'occasione viene premiato con l'ukulele Mario Castelnuovo, che per l'occasione si esibiva in trio con Marco Ferradini e Goran Kuzminac, mentre fu premiato alla carriera John Denver.
Nel 1983 la manifestazione si sposta a Pescara (complesso "Le Naiadi") e diviene un appuntamento fisso annuale nel panorama della canzone d'autore. Dalla seconda edizione esce vincitore Giampiero Artegiani (divenuto poi autore di brani di successo quali Perdere l'amore) con Il sogno di un buffone per i Nuovi talenti, e inizia l'albo d'oro alla carriera con Ivan Graziani, alla presenza della sorella e della madre di Rino.
Nei due anni successivi, 1984 e 1985, Scarpettini organizza il premio a Livorno, Palasport e Teatro La Gran Guardia. Tra i partecipanti si distinguono una pattuglia di giovani come Kaliandro, Grazia Di Michele, Dario Gay, Ruby Coletta, Luca Bonaffini e Flavio Oreglio, personaggio che in seguito cabarettista, che nell'occasione vince il premio canzone ironica. Tra i big, premio alla carriera a Enrico Ruggeri e Fabio Concato premio rivelazione a Zucchero Fornaciari, che di lì a poco diverrà molto popolare.
Dal 1986 il premio si sposta a Termoli e assume una doppia denominazione, divenendo un più ampio contenitore della canzone d'autore, Spazio d'autore, che ingloba al suo interno il premio Rino Gaetano. Nell'arco di 10 anni, dalla città marina del Molise passano, fra gli altri, Renato Zero, Edoardo Bennato, Teresa De Sio, la PFM, il Banco del Mutuo Soccorso, i New Trolls, Luca Barbarossa, i Nomadi, Mariella Nava, Giorgio Faletti, Paolo Belli, Alberto Fortis, Tullio De Piscopo, Mario Lavezzi, Raf, gli Stadio, Riccardo Cocciante. All'interno del programma negli anni novanta si inserisce la parte "Spazio d'autore" che ospita diversi artisti emergenti dell'area jazz-strumentale che accompagnano altri artisti più noti del panorama strumentale italiano.
Nel 1987 e 1988 la canzone Copacabana, musica di Walter Zabai, testo di O.Ferrario e R.Dibitonto, interpretata da Paula Rose e prodotta dall'ideatore del premio, Pino Scarpettini, fu scelta come sigla televisiva di Rai 1 per le edizioni del premio.
Una caratteristica del premio è il risvolto sociale dell'evento, sempre dedicato a importanti tematiche, seguito sempre sin dalla prima edizione dal supporto televisivo Rai, con trasmissioni in più puntate e speciali.
Nel 1997 il premio si sposta ad Amalfi, nel 1998 a Crotone, paese natio di Rino. Resta lì per due anni, e viene trasmesso in vari special su Rai 2. Quindi torna a Termoli fino al 2005, con un evento dedicato a Giovanni Paolo II, premiati alla carriera Matia Bazar e Cugini di Campagna, mentre tra i nuovi gli Ablativo Assoluto e i Sottopressione.
Nel 2006 si trasferisce a Faenza durante il MEI per la premiazione di Gianni Bella.
Poi nel 2007 e 2008 ancora a Livorno al teatro Goldoni, con premi alla carriera come autori a Vittorio De Scalzi e Nico Di Palo dei New Trolls e a Franz Di Cioccio (PFM), premio emergenti a Paul Moss. Le edizioni livornesi erano dedicate ad AIDO, per sensibilizzare sui problemi dei trapianti.
L'edizione 2009 ritorna a Faenza; è quella del Premio spazio d'autore - Premio Rino Gaetano del 25º anniversario.